# Schloss Kratzkau

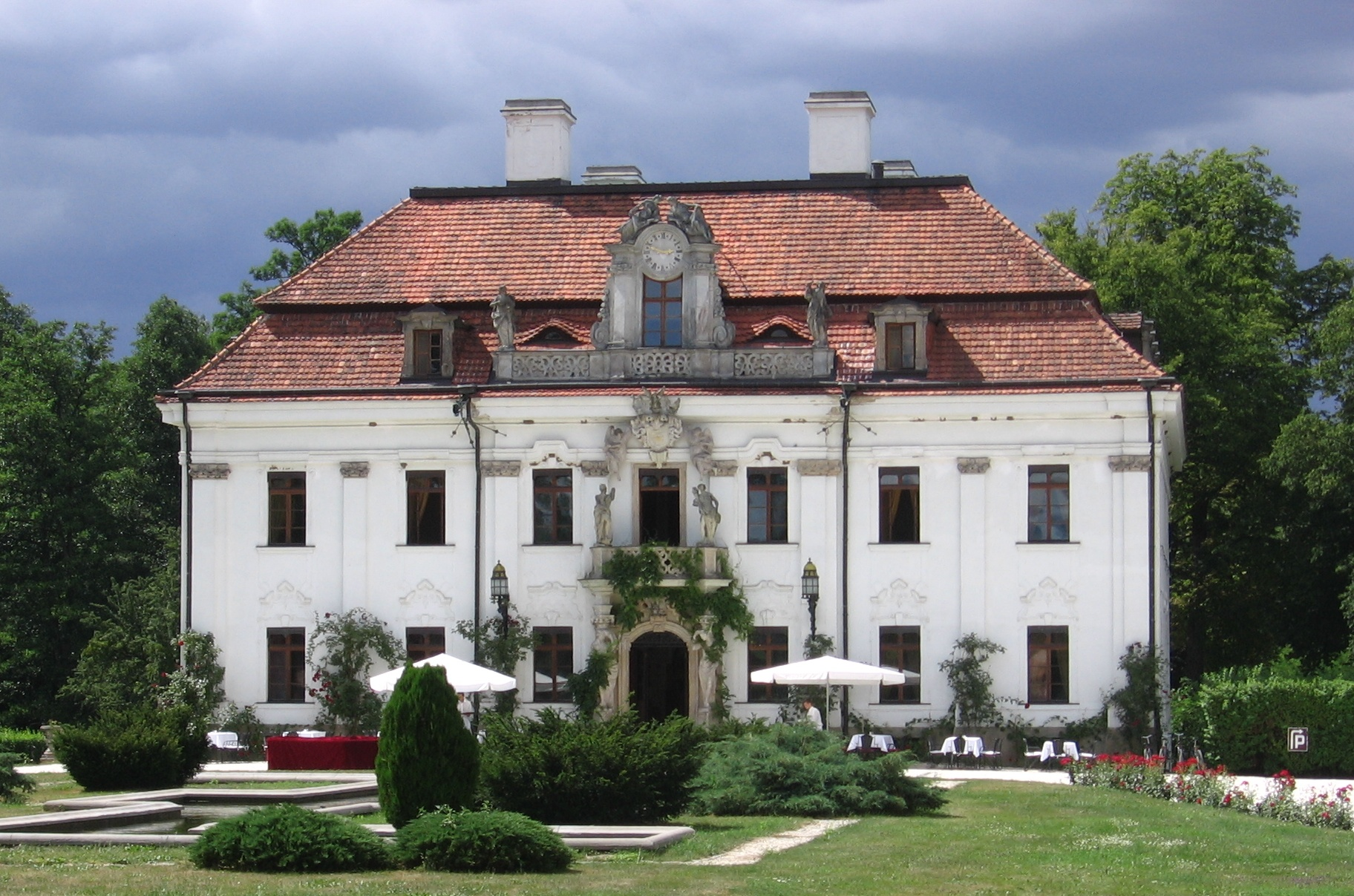
Schloss Kratzkau

Das Schloss Kratzkau (polnisch Pałac w Kraskowie) in Krasków (deutsch Kratzkau) gehört zur Landgemeinde Marcinowice (Groß Merzdorf) im Powiat Świdnicki in der Woiwodschaft Niederschlesien in Polen.

## Geschichte

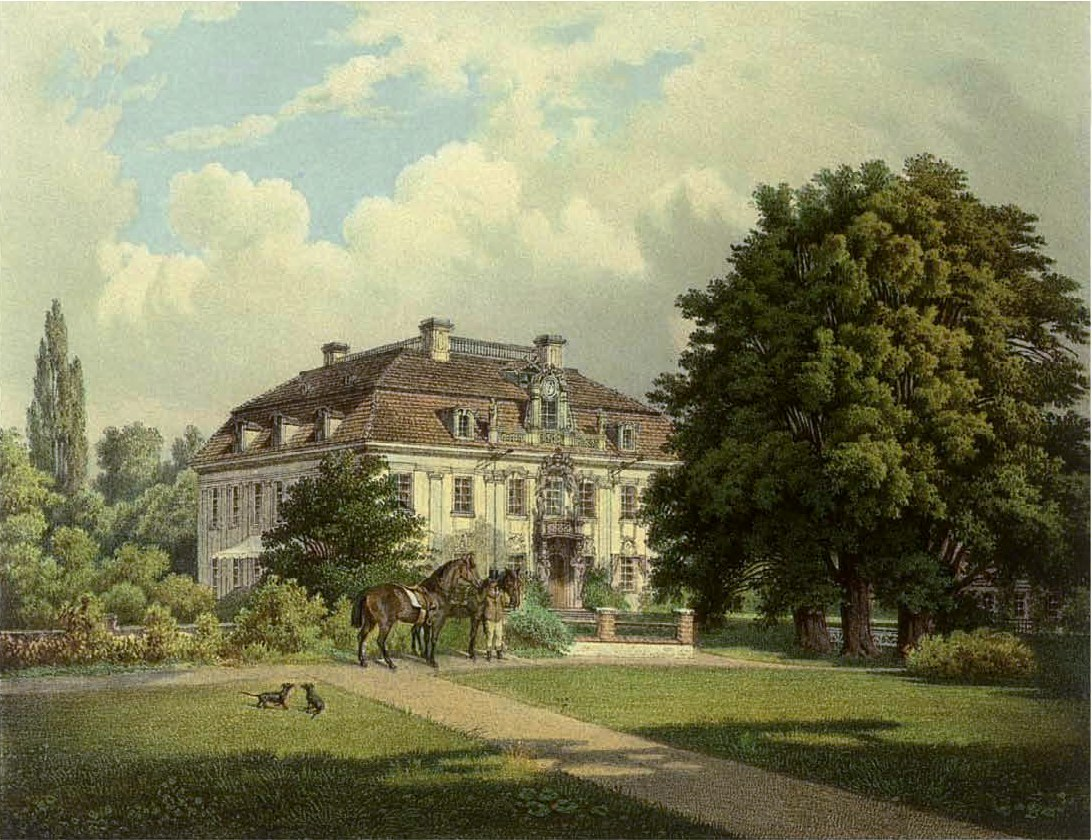
Schloss Kratzkau 1869 – Sammlung Alexander Duncker

Die Ursprünge des heutigen Schlosses liegen in einer mittelalterlichen Hofanlage. Eine erste Befestigung hatte vermutlich einen Wassergraben und Wall mit Palisadenzaun. Um 1300 wurde eine Wasserburg Cratzcou errichtet, die 1360 an die von Sedlitz gelangte. In der zweiten Hälfte des 16. Jahrhunderts wurde die Anlage in ein Festes Haus umgebaut, möglicherweise als Katharina von Sedlitz 1577 Siegmund von Zedlitz heiratete. Im Dreißigjährigen Krieg verbrannte das Schloss, wurde bis 1641 wiederaufgebaut und blieb in Besitz der von Zedlitz, bis es durch Heirat an den Grafen von Hochberg auf Rohnstock gelangte.
David Siegismund Graf von Hochberg auf Rohnstock stellte sich im Ersten Schlesischen Krieg auf die Seite der Preußen und wurde dafür 1741 zum preußischen Grafen von Zedlitz auf Leipe erhoben. Er ließ das Anwesen unter Erhaltung des Kellerfundaments zum heutigen Schloss umbauen. Obwohl das Bauwerk mit Johann Bernhard Fischer von Erlach in Verbindung gebracht wurde, ist wahrscheinlich eher Lucas von Hildebrandt Architekt des Schlosses.
Nach Ende des Zweiten Weltkriegs, als die Region von der Volksrepublik Polen beansprucht wurde, wurde das Schloss geplündert, 1950 ein Staatsgut eingerichtet. Ab den 1970er Jahren verfiel das Schloss, bis es 1992 von Österreichern erworben wurde. Bei der Restaurierung wurde die historische Raumaufteilung weitgehend wiederhergestellt. Zum 250. Jubiläum der Fertigstellung wurde das restaurierte Schloss als Hotel eröffnet.